# شون كاري
شون كاري (بالإنجليزية: Shaun Carey)‏ (13 مايو 1976 في المملكة المتحدة - ) هو لاعب كرة قدم أيرلندي في مركز الوسط. شارك مع منتخب جمهورية أيرلندا تحت 21 سنة لكرة القدم. أما مع النوادي، فقد لعب مع روشدين ودايموندز وستيفيناغ بوروه ونورويتش سيتي وهورنتشورتش ونادي تشستر سيتي ونادي كينغز لين وسبالدينغ يونايتد ‏ ونادي ويموث وDroylsden F.C. ‏.

## وصلات خارجية
- شون كاري على موقع قاعدة بيانات كرة القدم.إي يو (الإنجليزية)
- شون كاري على موقع Soccerbase.com (لاعب) (الإنجليزية)